# Ligne Kōtoku
La ligne Kōtoku (高徳線, Kōtoku-sen) est une ligne ferroviaire de la compagnie JR Shikoku située au nord-est de l'île de Shikoku au Japon. Elle relie la gare de Takamatsu dans la préfecture de Kagawa à la gare de Tokushima dans la préfecture de Tokushima.

## Histoire
Le premier tronçon de la ligne a été construit entre Tokushima et Kamojima (aujourd'hui partie de la ligne Tokushima) par la compagnie Tokushima Railway et est entré en service 16 février 1899. La ligne est nationalisée en 1907
En 1916, la compagnie Awa Electric Railway ouvre une ligne de Nakahara à Naruto, dont la section Yoshinari - Ikenotani qui fait aujourd'hui partie de la ligne Kōtoku.  
La section entre Takamatsu et Hikida est construite par étape entre 1925 et 1928 par la société gouvernementale des chemins de fer japonais.
En 1933, la compagnie Awa Electric Railway est nationalisée, et deux ans plus tard, les sections Hikida- Ikenotani et Yoshinari - Sako ouvrent, complétant la ligne. 

## Caractéristiques

### Ligne
- Longueur : 74,5 km
- Ecartement : 1 067 mm
- non électrifié

### Services et interconnexions
La ligne est empruntée par des trains locaux (omnibus) et par les trains express Uzushio.
Les trains des lignes Naruto et Tokushima empruntent la ligne jusqu'à la gare de Tokushima.

### Gares

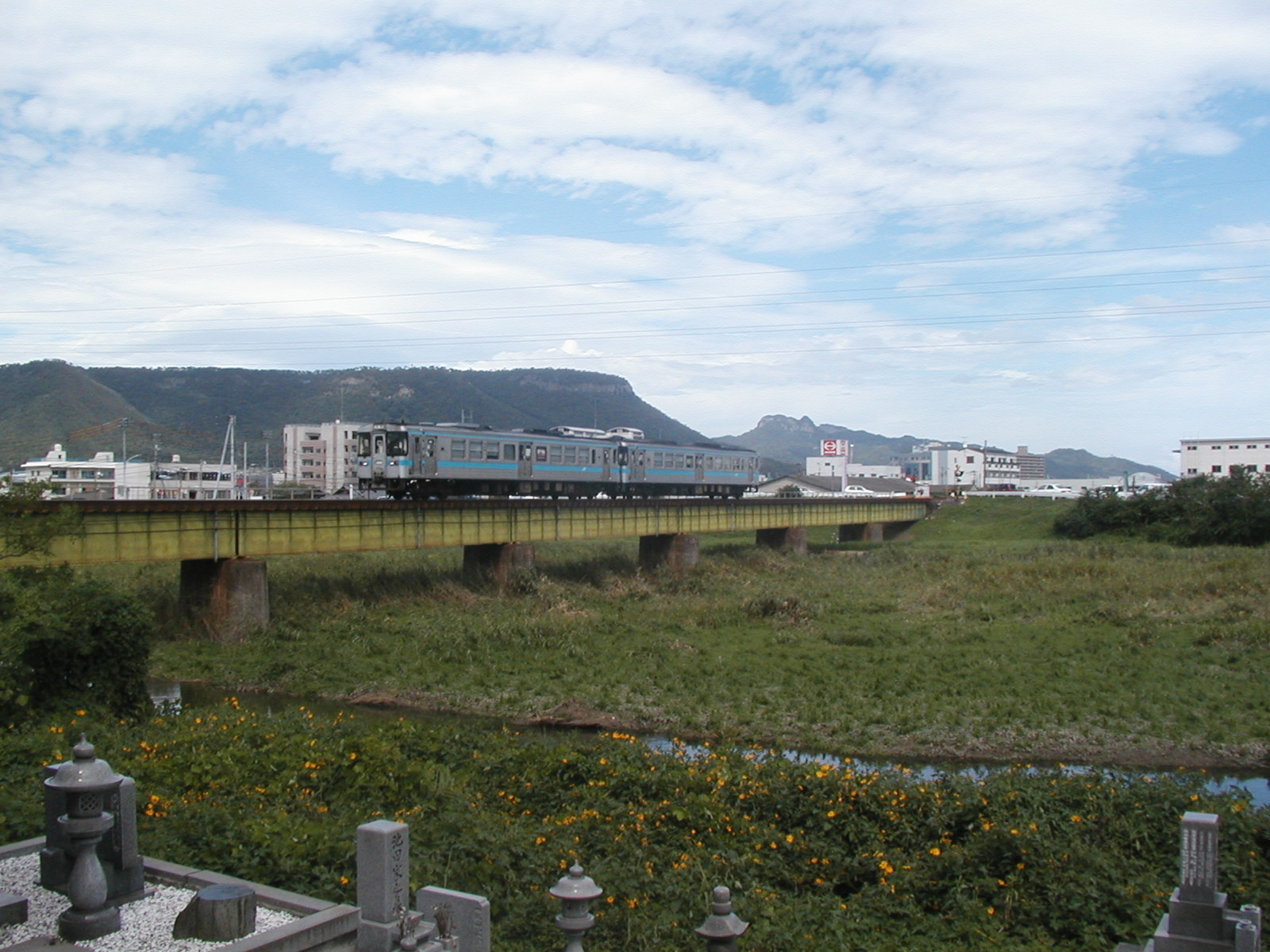
La ligne traversant la rivière Kasuga à Takamatsu.

| Numéro | Gare                    | Nom japonais   | Distance depuis Tadotsu (km) | Correspondances                                            | Localisation  | Localisation            |
| ------ | ----------------------- | -------------- | ---------------------------- | ---------------------------------------------------------- | ------------- | ----------------------- |
| T28    | Takamatsu               | 高松           | 0                            | JR Shikoku : Yosan Kotoden : Kotohira (à Takamatsu-Chikkō) | Takamatsu     | Préfecture de Kagawa    |
| T27    | Shōwachō                | 昭和町         | 1,5                          |                                                            | Takamatsu     | Préfecture de Kagawa    |
| T26    | Ritsurin-Kōen-Kitaguchi | 栗林公園北口   | 3,2                          |                                                            | Takamatsu     | Préfecture de Kagawa    |
| T25    | Ritsurin                | 栗林           | 4,3                          |                                                            | Takamatsu     | Préfecture de Kagawa    |
| T24    | Kitachō                 | 木太町         | 6,7                          |                                                            | Takamatsu     | Préfecture de Kagawa    |
| T23    | Yashima                 | 屋島           | 9,5                          |                                                            | Takamatsu     | Préfecture de Kagawa    |
| T22    | Furutakamatsu-Minami    | 古高松南       | 10,8                         |                                                            | Takamatsu     | Préfecture de Kagawa    |
| T21    | Yakuriguchi             | 八栗口         | 12,3                         |                                                            | Takamatsu     | Préfecture de Kagawa    |
| T20    | Sanuki-Mure             | 讃岐牟礼       | 13,4                         | Kotoden : Shido (à Yakuri-Shimmichi)                       | Takamatsu     | Préfecture de Kagawa    |
| T19    | Shido                   | 志度           | 16,3                         | Kotoden : Shido (à Kotoden-Shido)                          | Sanuki        | Préfecture de Kagawa    |
| T18    | Orange Town             | オレンジタウン | 18,9                         |                                                            | Sanuki        | Préfecture de Kagawa    |
| T17    | Zōda                    | 造田           | 21,3                         |                                                            | Sanuki        | Préfecture de Kagawa    |
| T16    | Kanzaki (ja)            | 神前           | 23,4                         |                                                            | Sanuki        | Préfecture de Kagawa    |
| T15    | Sanuki-Tsuda            | 讃岐津田       | 27,7                         |                                                            | Sanuki        | Préfecture de Kagawa    |
| T14    | Tsuruwa                 | 鶴羽           | 30,4                         |                                                            | Sanuki        | Préfecture de Kagawa    |
| T13    | Nibu                    | 丹生           | 34,4                         |                                                            | Higashikagawa | Préfecture de Kagawa    |
| T12    | Sambommatsu             | 三本松         | 37,6                         |                                                            | Higashikagawa | Préfecture de Kagawa    |
| T11    | Sanuki-Shirotori        | 讃岐白鳥       | 40,7                         |                                                            | Higashikagawa | Préfecture de Kagawa    |
| T10    | Hiketa                  | 引田           | 45,1                         |                                                            | Higashikagawa | Préfecture de Kagawa    |
| T09    | Sanuki-Aioi             | 讃岐相生       | 47,6                         |                                                            | Higashikagawa | Préfecture de Kagawa    |
| T08    | Awa-Ōmiya               | 板野           | 53,2                         |                                                            | Itano         | Préfecture de Tokushima |
| T07    | Itano                   | 角茂谷         | 58,0                         |                                                            | Itano         | Préfecture de Tokushima |
| T06    | Awa-Kawabata            | 阿波川端       | 59,8                         |                                                            | Itano         | Préfecture de Tokushima |
| T05    | Bandō                   | 板東           | 62,1                         |                                                            | Naruto        | Préfecture de Tokushima |
| T04    | Ikenotani               | 池谷           | 64,2                         | JR Shikoku : Naruto (interconnexion)                       | Naruto        | Préfecture de Tokushima |
| T03    | Shōzui                  | 勝瑞           | 66,9                         |                                                            | Aizumi        | Préfecture de Tokushima |
| T02    | Yoshinari               | 吉成           | 68,2                         |                                                            | Tokushima     | Préfecture de Tokushima |
| T01    | Sako                    | 佐古           | 73,1                         | JR Shikoku : Tokushima (interconnexion)                    | Tokushima     | Préfecture de Tokushima |
| T00    | Tokushima               | 徳島           | 74,5                         | JR Shikoku : Mugi                                          | Tokushima     | Préfecture de Tokushima |